# Luz Broto
Luz Broto (Barcelona, 1982) és una artista catalana que viu i treballa a Barcelona.
És llicenciada en Belles Arts i va obtenir el DEA en el doctorat Art en l'era digital. Creació intermèdia per la Universitat de Barcelona el 2007. Ha desenvolupat intervencions específiques a 2 galeristes, 299 artistes...(Estrany - De la Mota, Barcelona, 2012), Performing Politics (Institut für Raumexperimente, Berlín, 2012), Die Fünfte Säule (Secession, Viena, 2011), 2011 Lumens (Museu de Valls, Tarragona), Impossibilitats (Fundació Guinovart, Lleida, 2011), BCN Producció (La Capella, Barcelona, 2010) i Oscuro y salvaje (Inéditos, La Casa Encendida, Madrid, 2010), entre d'altres.
Ha participat en exposicions col·lectives com BIAM'12 (Lo Pati, Amposta, 2012), Jonge Spaanse Kunst (Apparetement Elisa Platteau, Brussel·les, 2012), La qüestió del paradigma (La Panera, Lleida, 2011) i 5x5 Premi Internacional d'art 
contemporani (EAC, Castelló, 2011). Ha rebut les beques de producció Masterplan (LIPAC, Buenos Aires, 2013) i Fundació Guasch Coranty (2006), la Beca Predoctoral de Formació Investigadora (2007-2010) i el premi Miquel Casablancas (2010). Des del 2014 va participar en projectes educatius com el programa POSTDATA de Barcelona organitzat pel Macba.
És una artista que treballa a partir de l'exploració dels condicionants d'un lloc o una situació, explora la relació del cos amb l'espai com un element actiu, posant èmfasi a l'arquitectura del lloc, la infraestructura, les seves normes, usos i protocols i proposa operacions que ho canvien.

## Exposicions rellevants[calcitació]
- 2019 «Exponer las columnas». Dilalica, Barcelona.
- 2019 «Mover los papeles». Santlluc, Barcelona.
- 2018 «Tensar una línea entre dos interiores paralelos». Flora ars+natura, Bogotà.
- 2016 «Una sala de exposiciones, una capilla, un río, un teatro, un solar, una plaza, una biblioteca». García Galería, Madrid.
- 2016 «+10.03». Col.legi d’Arquitectes de Catalunya, Barcelona.
- 2015 «274,59 m2». Blueproject Foundation, Barcelona.
- 2014 «17 m». ADN Galería, Barcelona.
- 2014 «Atar cabos». garcía|galería, Madrid.
- 2013 Luz Broto, Ocupar una tribuna Fundació Suñol: El treball de Luz Broto documenta l'acció, que es va dur a terme l'1 de desembre de 2012, d'ocupar l'antic Canòdrom de Barcelona, durant molts anys un espai d'ús popular. L'artista va convidar veïns del barri i d'altres col·lectius a omplir-ne la tribuna i reviure així una situació del passat. L'objectiu era posar de manifest la disfuncionalitat d'aquest equipament, ara tancat i en desús des de 2006, en el seu context actual.[7]
- 2011 «Salir antes de tiempo». Espai Guinovart, Agramunt.
- 2009 «R=FMI». Capella de Sant Corneli, Cardedeu.
- 2007 «Right Cube_01». Experimentem amb l’ART, Barcelona.

## Publicacions[calcitació]
- 2017 «To Surface». Critical Habitats. Royal Institute of Art. Stockholm.
- 2015 «17m. Facsímil». Art Nou - La Capella. Barcelona.
- 2013 «Zeitgeist. Variations & Repetitions». Save As… Publications.
- 2012 «Dar paso a lo desconocido». La Capella, Barcelona.
- 2012 «recibo75», Traplev Ediciones. Brasil.
- 2010 «TEXTO». Ed David Bestué – Daniel Jacoby - Gabriel Pericás.
- 2010 «Ref. 08001». Nogueras Blanchard Galería.
- 2009 «Encuentro entre dos desconocido durante treinta minutos en un bar». Con Tamara Kuselman.